# Sebastian Adayanthrath
Sebastian Adayanthrath (ur. 5 kwietnia 1957 w Vaikom) – indyjski duchowny syromalabarski, od 2019 biskup Mandya.

## Życiorys
Święcenia kapłańskie przyjął 18 grudnia 1983 i został inkardynowany do archieparchii Ernakulam-Angamaly. Był m.in. sekretarzem arcybiskupim, a także dyrektorem wykonawczym ruchu Save A Family Plan, działającego w Kanadzie.

### Episkopat
4 lutego 2002 papież Jan Paweł II mianował go eparchą pomocniczym Ernakulam-Angamaly i biskupem tytularnym Macriana Maior. Chirotonii biskupiej udzielił mu 20 kwietnia 2002 arcybiskup większy tejże archieparchii, kard. Varkey Vithayathil. 10 września 2002 został mianowany protosyncelem tejże diecezji.
30 sierpnia 2019 ogłoszono jego nominację na eparchę Mandya.